# Journal Kyaw Ma Ma Lay
Journal Kyaw Ma Ma Lay, pseudonimo di Ma Tin Hlaing (in birmano ဂျာနယ်ကျော် မမလေ; Bogalay, 13 aprile 1917 – 1982), è stata una giornalista e scrittrice birmana, ritenuta una delle figure femminili più significative della letteratura birmana del XX secolo.
Politicamente attiva a sostegno dell'indipendenza nazionale e dell'emancipazione femminile, ha collaborato a importante riviste, fondato e diretto con il marito il settimanale Gyanegyaw.
I suoi romanzi, scritti nella maggior parte tra il 1945 e il 1973 e tradotti in diverse lingue, sono stati apprezzati dal pubblico per l'arte di rappresentare la moderna società birmana in uno stile semplice e chiaro e per la nuova profondità psicologica con la quale ha descritto le relazioni interpersonali.

## Biografia
Ma Tin Hlaing nacque il 13 aprile 1917 a Kamar Kalu, un villaggio nei pressi di Bogalay, nella  regione di Ayeyarwady, all'epoca sotto il dominio coloniale britannico. 
Di famiglia benestante, era la quarta figlia di Daw Hswi e di U Pyar Cho, direttore dell'unica banca di proprietà britannica del paese che forniva crediti agli agricoltori.
Frequentò la scuola della missione battista di Hpyapon e, successivamente, la scuola pubblica della vicina Bogalay. Terminò gli studi secondari alla Girls' Myoma High School (Myoma Amyothami Kyaung) di Yangon. A quindici anni, a causa di una malattia della madre, assunse la responsabilità della gestione familiare.

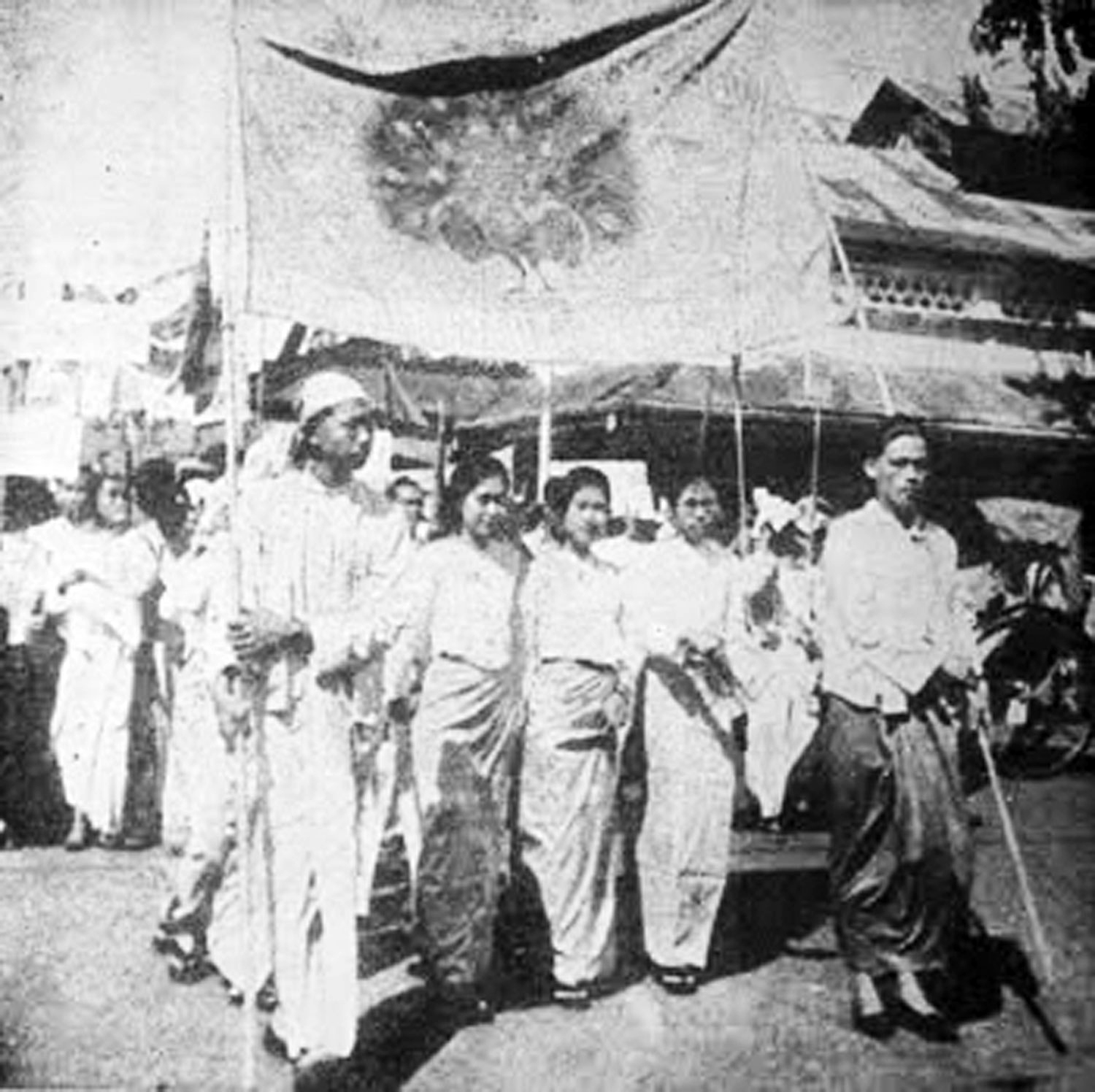
Rangoon 1938, protesta degli studenti del gruppo nazionalista Dobama

Nel 1936, all'età di diciannove anni, aderì alla sezione locale della Dobama Asiayone (Associazione Noi Birmani), un'organizzazione nazionalista, i cui membri si definivano Thakins, ovvero "padroni" del proprio paese, e ne divenne la segretaria. Nello stesso anno pubblicò il suo primo articolo, To Become Knowledgeable Women, sul principale quotidiano dell'epoca, il Myanmar Alin (La nuova luce della Birmania), fondato nel 1912 da Shwe Kyu. 
Il testo, in risposta ad un articolo pubblicato che derideva le ragazze birmane per il loro tempo speso nel gioco del badminton, esortava le donne a essere attive e intraprendenti quanto gli uomini.
Nel 1938 sposò U Chit Maung, caporedattore del Myanmar Alin, con il quale condivideva l'impegno nazionalista e anticoloniale.

### Giornalismo e attività letteraria
Nel 1939, insieme al marito, fondò il settimanale Gyanegyaw (Journal Kyaw), assumendone la direzione amministrativa. 
Quando i giapponesi occuparono Rangoon nel 1942, la coppia si trasferì in un villaggio fuori città, continuando a coltivare amicizie con esponenti nazionalisti, molti dei quali di ispirazione marxista. Il loro stesso vicino di casa era Than Tun, futuro leader del Partito Comunista della Birmania.

#### Pseudonimo e primi romanzi
Durante la prima metà degli anni quaranta Ma Tin Hlaing continuò la sua attività di giornalista e iniziò a scrivere racconti pubblicati su Gyanegyaw. Scrisse i suoi primi due romanzi, Ahpyu, pubblicato nel 1947, e Thuma, pubblicato nel 1944, adottando lo pseudonimo di Journal Kyaw Ma Ma Lay (o Gyanegyaw Ma Ma Lay). Ma Ma Lay, riferito alla posizione occupata all'interno della sua famiglia, significa "la sorella maggiore più giovane", mentre Journal Kyaw o Gyanegyaw, è il titolo della rivista che aveva contribuito a pubblicare. Simile pseudonimo aveva assunto anche il marito, conosciuto con il nome di Journal Kyaw U Chit Maung.
L'uso degli pseudonimi è sempre stato molto diffuso in Birmania, per ragioni diverse; nel periodo in cui visse Ma Ma Lay era comune tra gli scrittori anteporre al proprio nome il titolo di una rivista o il nome di un college/università.

#### Il successo

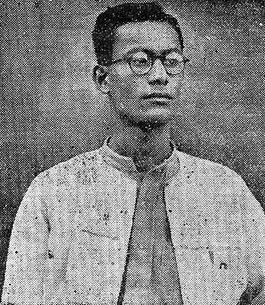
Il giornalista e politico Chit Maung, marito di Ma Ma Lay

Rimasta prematuramente vedova nel 1946 con tre figli, Ma Ma Lay proseguì l’attività editoriale e pubblicò nel 1947 Thu-lo Lu, biografia del marito, grazie alla quale divenne nota ad un vasto pubblico. Ritenuta la sua opera più significativa e una pietra miliare della letteratura birmana, Thu-lo Lu ottenne un grande successo, con tre edizioni pubblicate nello stesso anno.
Nel 1947 la scrittrice fu vicepresidente del Women's Pen Club e curatrice della rivista Writers' Magazine. Dal 1948 al 1949 fu Presidente dell'Unione dei giornalisti del Myanmar.
Dopo l’indipendenza, in un contesto politico sempre più instabile, la redazione del Journal Kyaw fu distrutta da un gruppo di studenti, probabilmente a causa del suo orientamento di sinistra, o dei legami familiari con esponenti marxisti, come il giornalista e politico Thein Pe Myint. In quello stesso periodo Ma Ma Lay assunse la direzione editoriale della rivista Kalaungshin, fondata nel 1947 dalla neonata Lega delle Scrittrici, facendosi promotrice della partecipazione femminile alla vita pubblica.
A partire dal 1945 si interessò alla medicina tradizionale birmana, a seguito di esperienze negative con la medicina occidentale. Tra queste, un intervento fallito alla figlia e la morte del marito per cause incerte, dopo dodici giorni di cure. Questo interesse durò per tutta la sua vita, portandola a studiare e a praticare la medicina tradizionale, curando persone affette da diverse patologie.

#### Attività internazionali e riconoscimenti

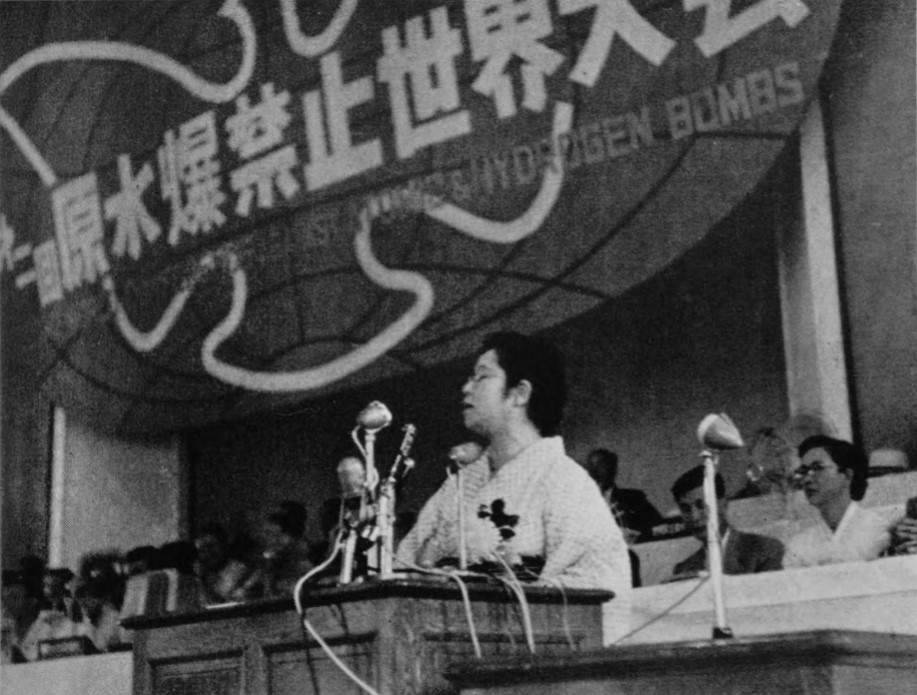
Seconda Conferenza Mondiale contro le Bombe Atomiche e all'Idrogeno (9 agosto 1956, Nagasaki)

Negli anni successivi partecipò a viaggi e iniziative internazionali come presidente dell'Associazione Nazionale degli Scrittori. Visitò l’India, il Giappone (1950), la Cina e l’Unione Sovietica (1952). Aderì al movimento pacifista internazionale guidato dai sovietici e nel 1958 fu delegata al IV Congresso mondiale contro le armi atomiche, organizzato a Tokyo dal Japan Council Against Atomic and Hydrogen Bombs (Gensuikyo), documentando l’esperienza nei suoi articoli.
Dal 1952 collaborò regolarmente con la rivista letteraria Shumawa, pubblicando oltre trenta contributi tra il 1947 e il 1955. Su 29 autori, solo quattro erano donne; Ma Ma Lay si affermò, insieme a Ludu Daw Amar, tra le più note e influenti scrittrici birmane.
Nel 1955 ricevette il Premio Nazionale della letteratura (“Sarpay Beikman literary prize”) per il suo romanzo Mon-yway Mahu. Quattro anni dopo sposò lo scrittore Aung Zeya.

### Prigionia e ultimi anni
Negli anni sessanta la letteratura fu posta al centro del dibattito pubblico. Gli scrittori di sinistra, vicini al realismo socialista, ritenevano che la letteratura avesse il compito di promuovere la "via birmana al socialismo", sostenendo l'impegno letterario in favore della giustizia sociale e degli interessi dei lavoratori. Nel 1961 un gruppo numeroso di scrittori, tra cui Ma Ma Lay che ne divenne la segretaria, fondò un club letterario al di fuori dell'Associazione Nazionale degli Scrittori, con l'intento di perseguire attività esclusivamente letterarie.

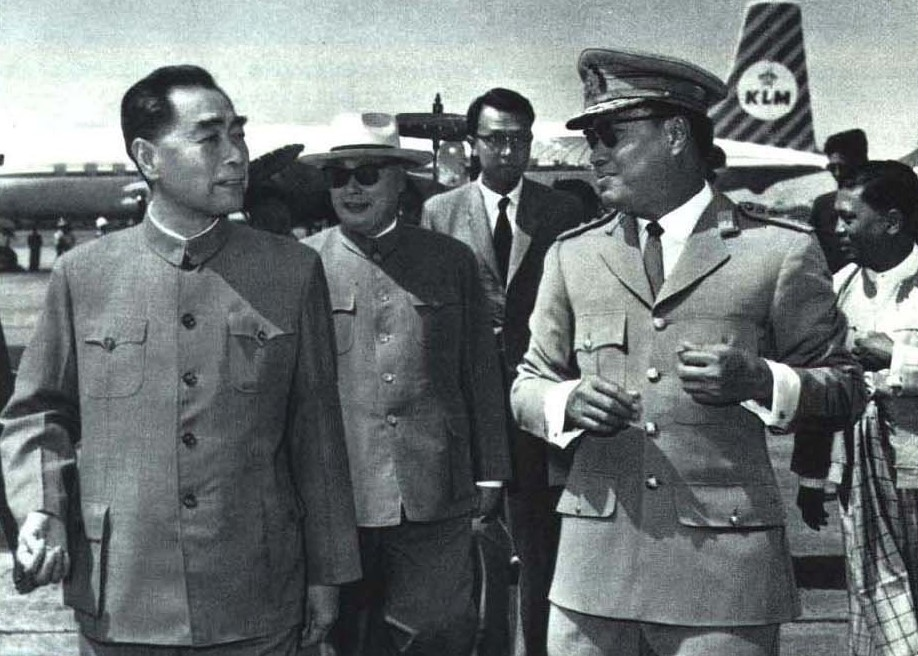
1964 Zhou Enlai e Chen Yi accolti in Birmania dal generale Ne Win, capo del governo

Nel 1962, dopo il colpo di Stato del generale Ne Win, iniziò la repressione nei confronti dei dissidenti politici e di scrittori e giornalisti non allineati con il governo. 
Il 14 dicembre 1963 Ma Ma Lay fu arrestata insieme al figlio e al marito, con l’accusa di aver aiutato a fuggire Bo Let-ya, ex ministro della Difesa e compagno di Aung San, generale e politico birmano assassinato nel 1947, padre della premio Nobel Aung San Suu Kyi. Rimase in prigione per oltre tre anni, fino al febbraio 1967.
Durante la detenzione poté continuare a scrivere. Dopo il rilascio pubblicò il romanzo Yin nint-aung hmwei (trad. Profumo che spezza il cuore, 1967).
Negli ultimi anni della sua vita Ma Ma Lay si dedicò principalmente alla medicina tradizionale. Continuò tuttavia a scrivere articoli e produsse due romanzi: la biografia di una famosa attrice birmana e il romanzo Thwei (Sangue), pubblicato nel 1973.
Incentrato sui rapporti tra birmani e giapponesi, Thwei venne tradotto in giapponese nel 1975 e premiato nel 1979 come miglior romanzo straniero dell'anno. Il viaggio in Giappone per ritirare il premio nel 1980, fu l'ultimo che l'autrice compì all'estero.
Morì a Yangon il 6 aprile 1982, all'età di 65 anni.

## Opere principali
Ma Ma Lay scrisse circa venti libri e numerosi articoli e racconti pubblicati su riviste mensili. Nei suoi scritti, molti dei quali caratterizzati da intenti educativi e morali ("Pyin nyar pay"), difese l'indipendenza e l'identità culturale birmana e trattò spesso del ruolo delle donne nella società e nel mondo lavorativo, sostenendo la loro indipendenza e autonomia, pur nel solco delle convenzioni sociali.

### Thu-lo Lu(1947)

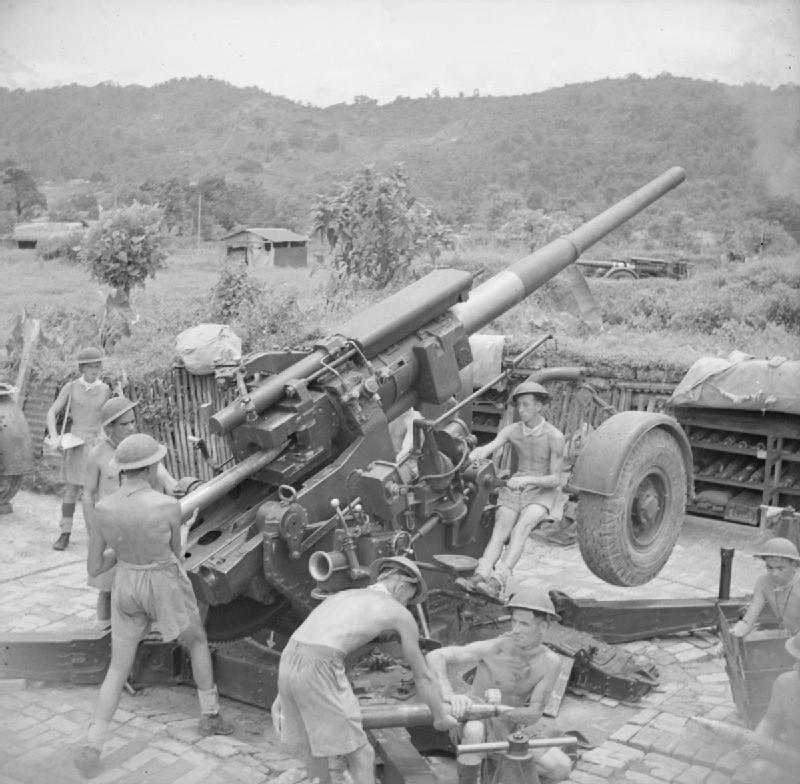
Il British Army in Birmania nel 1944

Pubblicato nel 1947, Thu-lo Lu (Un uomo come lui) è la biografia del marito U Chit Maung, scritta dieci mesi dopo la sua morte. Incentrata sugli anni tra il 1938 e il 1946, coincidenti con il periodo di matrimonio della coppia e la fase di maggiore turbolenza politica all'interno del paese, ricostruisce eventi storici, come la Rivoluzione del 1938, la ritirata britannica, l'occupazione giapponese e la politica della Lega della Libertà Popolare Antifascista (AFPFL), fornendo un raro quadro della situazione del paese in quel periodo e della visione politica del movimento nazionalista birmano.
Nel 1984 il libro venne pubblicato in Russia e nella Repubblica Sovietica dell'Uzbekistan, vendendo, in quest'ultima, più di 80.000 copie. La prima traduzione inglese uscì nel 1991.

### Mon-yway Mahu(1955)
Tradotto in italiano come La sposa birmana, in inglese come Not Out of Hate, e in francese, dalla figlia Daw Khin Lay Myint, con il titolo La mal aimée, il romanzo racconta l'infelice storia d'amore tra la diciassettenne Wai Wai e il funzionario di una compagnia inglese. 
La sposa birmana è ambientato nella città di Moulmeingyun tra il 1939 e il 1942, poco prima dello scoppio della Seconda Guerra Mondiale, e mette in scena il contrasto tra valori birmani e cultura coloniale - rappresentati da Wai Wai e dal marito che tenta di plasmarla secondo un ideale di femminilità britannica - e quello tra medicina tradizionale e occidentale.
L'opera riscosse un grande successo tra i lettori e fu ristampata in almeno cinque edizioni tra gli anni cinquanta e i sessanta. Tradotta in russo nel 1972, è stata la prima opera di letteratura birmana ad essere tradotta in inglese (1991) e in francese (1994) e pubblicata al di fuori del Myanmar.

### Thway(1973)
Thway (in birmano သွေး , trad. Sangue, nella traduzione inglese Blood Bond) esplora il rapporto tra birmani e giapponesi attraverso la storia di una ragazza giapponese, Yumisan, alla ricerca del suo fratellastro Maung Maung, nato da una relazione del padre quando, durante la Seconda Guerra Mondiale, venne inviato come soldato in Birmania.
Il libro ha ispirato il film Thway del 2003, diretto da Koji Chino, la prima collaborazione cinematografica tra Giappone e Myanmar.

## Premi
Ma Ma Lay ha ricevuto nel 1955 il Premio nazionale della letteratura (Sarpay Beikman Manuscript Awards, in birmano: စာပေဗိမာန် စာပဒေသာ ဆုများ) per il romanzo Mon-yway Mahu e nel 1963 per la raccolta di racconti Twe Ta Saint Saint.

## Vita privata
Dal matrimonio con Chit Maung, Ma Ma Lay ebbe tre figli: Maung Thein Dan, che divenne attore; Khin Lay Myint (1939-2007), insegnante di francese, che tradusse due opere della madre in francese (Mone Ywe Ma Hu  e Thway) e alcuni classici in birmano; Moe Hein (1942-2010), poeta e filantropo.